# Super League 2016
La Super League de 2016 fue la 122.ª temporada del rugby league de Inglaterra y la vigésimo primera edición con la denominación de Super League.

## Formato
Los clubes se enfrentaron en una fase regular de todos contra todos, los ocho equipos mejor ubicados al terminar esta fase clasificaron a la postemporada, que consistió en 7 partidos para definir los puestos de clasificación. de estos los cuatro mejores clasificaron a semifinales.
El descenso se definió en un torneo llamado The Qualifiers, que clasificó a los últimos cuatro de la liga y los primeros cuatro de la segunda división.

## Desarrollo

### Tabla de posiciones
| Pos. | Equipo               | Encuentros | Encuentros | Encuentros | Encuentros | Tantos | Tantos | Tantos | Puntos |
| Pos. | Equipo               | PJ         | PG         | PE         | PP         | F      | C      | Dif    | Puntos |
| ---- | -------------------- | ---------- | ---------- | ---------- | ---------- | ------ | ------ | ------ | ------ |
| 1    | Hull FC              | 23         | 17         | 0          | 6          | 605    | 465    | 140    | 34     |
| 2    | Warrington Wolves    | 23         | 16         | 1          | 6          | 675    | 425    | 250    | 33     |
| 3    | Wigan Warriors       | 23         | 16         | 0          | 7          | 455    | 440    | 15     | 32     |
| 4    | St Helens            | 23         | 14         | 0          | 9          | 573    | 536    | 37     | 28     |
| 5    | Catalans Dragons     | 23         | 13         | 0          | 10         | 593    | 505    | 88     | 26     |
| 6    | Castleford Tigers    | 23         | 10         | 1          | 12         | 617    | 640    | -23    | 21     |
| 7    | Widnes Vikings       | 23         | 10         | 0          | 13         | 499    | 474    | 25     | 20     |
| 8    | Wakefield Trinity    | 23         | 10         | 0          | 13         | 485    | 654    | -169   | 20     |
| 9    | Leeds Rhinos         | 23         | 8          | 0          | 15         | 404    | 576    | -172   | 16     |
| 10   | Salford Red Devils   | 23         | 10         | 0          | 13         | 560    | 569    | -9     | 14     |
| 11   | Hull Kingston Rovers | 23         | 6          | 2          | 15         | 486    | 610    | -124   | 14     |
| 12   | Huddersfield Giants  | 23         | 6          | 0          | 17         | 511    | 569    | -58    | 12     |

|  | Clasificado a postemporada.   |
|  | Clasificado a The Qualifiers. |

### Segunda fase
| Pos. | Equipo            | Encuentros | Encuentros | Encuentros | Encuentros | Tantos | Tantos | Tantos | Puntos |
| Pos. | Equipo            | PJ         | PG         | PE         | PP         | F      | C      | Dif    | Puntos |
| ---- | ----------------- | ---------- | ---------- | ---------- | ---------- | ------ | ------ | ------ | ------ |
| 1    | Warrington Wolves | 30         | 21         | 1          | 8          | 852    | 541    | 311    | 43     |
| 2    | Wigan Warriors    | 30         | 21         | 0          | 9          | 669    | 560    | 109    | 42     |
| 3    | Hull FC           | 30         | 20         | 0          | 10         | 749    | 579    | 170    | 40     |
| 4    | St Helens         | 30         | 20         | 0          | 10         | 756    | 641    | 115    | 40     |
| 5    | Castleford Tigers | 30         | 15         | 1          | 14         | 830    | 808    | 22     | 31     |
| 6    | Dragons Catalans  | 30         | 15         | 0          | 15         | 723    | 716    | 7      | 30     |
| 7    | Widnes Vikings    | 30         | 12         | 0          | 18         | 603    | 643    | -40    | 24     |
| 8    | Wakefield Trinity | 30         | 10         | 0          | 20         | 571    | 902    | -331   | 20     |

|  | Semifinalista. |

### Postemporada

#### Semifinal
| 29 de septiembre | Warrington Wolves | 18 - 10 | St Helens |  |  |

| 30 de septiembre | Wigan Warriors | 28 - 18 | Hull FC |  |  |

#### Final
| 8 de octubre | Warrington Wolves | 6 - 12 | Wigan Warriors | Old Trafford, Mánchester        |  |
|              |                   |        |                | Asistencia: 70.202 espectadores |  |

| Bandera de Inglaterra  |
| Campeón Wigan Warriors |
| Vigésimo primer título |